# توکوگاوا جیکی
توکوگاوا جیکی (به ژاپنی: 徳川実紀)؛ یک کتاب در مورد اسناد مربوط به شوگونسالاری توکوگاوا است که در نیمه اول قرن نوزدهم توسط چند محقق جمع‌آوری شده است. اسناد این کتاب اسنادی هستند که از دوره توکوگاوا ایه‌یاسو تا شوگون دهم جمع‌آوری شده‌اند.